# Ort im Innkreis
Ort im Innkreis är en ort och kommun i Österrike. Den ligger i distriktet Ried im Innkreis i förbundslandet Oberösterreich, 220 kilometer väster om huvudstaden Wien. 
Kommunen består av åtta orter (Ortschaften) (inom parentes invånarantal 1 januari 2024):

- Aichberg (75)
- Aigen (37)
- Bischelsdorf (123)
- Kammer (0)
- Kellern (17)
- Ort im Innkreis (871)
- Osternach (206)
- Stött (40)